# Isola Ploskij
L'isola Ploskij (in russo остров Плоский, ostrov Ploskij) è un'isola russa, bagnata dal mare di Barents.
Amministrativamente fa parte del circondario cittadino (gorodskoj okrug) di Aleksandrovsk dell'oblast' di Murmansk, nel Circondario federale nordoccidentale.

## Geografia
L'isola è situata nella parte centro-meridionale del mare di Barents, al centro della baia della Sajda, nella zona nordoccidentale della baia di Kola. Dista dalla terraferma, nel punto più vicino, circa 350 m.
Ploskij si trova a nord della città chiusa di Gadžievo, poco a ovest dell'isola Jagel'nyj e del golfo Jagel'naja (бухта Ягельная).

È orientata in direzione nordest-sudovest. Ha una forma quasi triangolare, col vertice puntato a sudovest e un'insenatura lungo il lato settentrionale. Misura circa 830 m di lunghezza e 400 m di larghezza massima nella parte nordorientale. Al centro raggiunge un'altezza massima di 36,3 m s.l.m.
All'estremità meridionale si trova uno scoglio su cui è situato un faro.

## Isole adiacenti
Nelle vicinanze di Ploskij si trovano:
- Isola Jagel'nyj (остров Ягельный), 130 m a est di Ploskij, è un'isola allungata e dalle coste sinuose, che chiude al centro il golfo Jagel'naja. (69°15′59.3″N 33°19′47.6″E)
- Isola Domašnij (остров Домашний), 1,7 km più a sudovest, è un'isola di forma irregolare con un promontorio sul vertice nordoccidentale.[4] (69°15′18″N 33°15′34″E)
- Isola Prodol'nyj (остров Продольный), 2,4 km a sudovest di Ploskij, è un'isola stretta e lunga, poco a est di Domašnij. (69°14′56″N 33°15′19″E)
- Isole Lesnye (острова Лесные), 3,2 km a sudovest di Ploskij, sono due piccole isola tra l'imboccatura della baia Lesnaja (бухта Лесная) e il villaggio disabitato di Sajda Guba.[8] (69°15′08″N 33°13′36.4″E)